# کثرت (فیلم)
کثرت (به انگلیسی: Multiplicity) فیلمی محصول سال ۱۹۹۶ و به کارگردانی هارولد رامیس است. در این فیلم بازیگرانی همچون مایکل کیتون، اندی مک‌داول، هریس یولین، ریچارد ماسور، یوجین لوی، ان کیوسک، جان دی لانسی، جودیت کاهان، برایان دویل-موری، جولی بوون، داون مکسی ایفای نقش کرده‌اند.